# تپه لته
تپه لته مربوط به دوران پیش از تاریخ ایران باستان تا دوران‌های تاریخی پس از اسلام است و در شهرستان مینودشت، بخش گالیکش، روستای کندسکوه واقع شده و این اثر در تاریخ ۲۷ مرداد ۱۳۸۲ با شمارهٔ ثبت ۹۷۳۵ به‌عنوان یکی از آثار ملی ایران به ثبت رسیده است.